# Hermann Foertsch
Hermann Foertsch (4 de abril de 1895 - 27 de dezembro de 1961) foi um oficial alemão que serviu no Deutsches Heer durante a Segunda Guerra Mundial. Foi condecorado com a Cruz de Cavaleiro da Cruz de Ferro.

## Condecorações
| Cruz de Ferro (1914) 2ª Classe                                      |                      |
| Cruz de Ferro (1914) 1ª Classe                                      |                      |
| Distintivos de Feridos (1914) em Preto                              |                      |
| Cruz de Cavaleiro da Ordem da Casa Real de Hohenzollern com Espadas | 15 de maio de 1918   |
| Cruz de Honra da Guerra Mundial 1914/1918                           |                      |
| Cruz de Ferro (1939) 2ª Classe                                      |                      |
| Cruz de Ferro (1939) 1ª Classe                                      |                      |
| Cruz Germânica em Ouro                                              | 10 de julho de 1943  |
| Cruz de Cavaleiro da Cruz de Ferro                                  | 27 de agosto de 1944 |
| Mencionado na Wehrmachtbericht                                      | 4 de agosto de 1944  |